# الف (لوازم آرایشی)
الف (انگلیسی: E.l.f.) (برگرفته از سرواژگان انگلیسی: Eyes Lips Face به معنای چشم‌ها، لب‌ها، صورت) یک برند آمریکایی لوازم آرایشی مستقر در اوکلند، کالیفرنیا می‌باشد.